# Budiónnovsk
Budionnovsk (en rus: Будённовск), és una ciutat del krai de Stàvropol, a la Federació Russa. L'any 2002 tenia 65.687 habitants.